# Edward McCartan

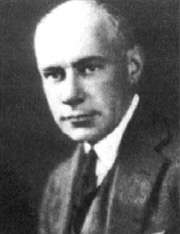
Edward McCartan

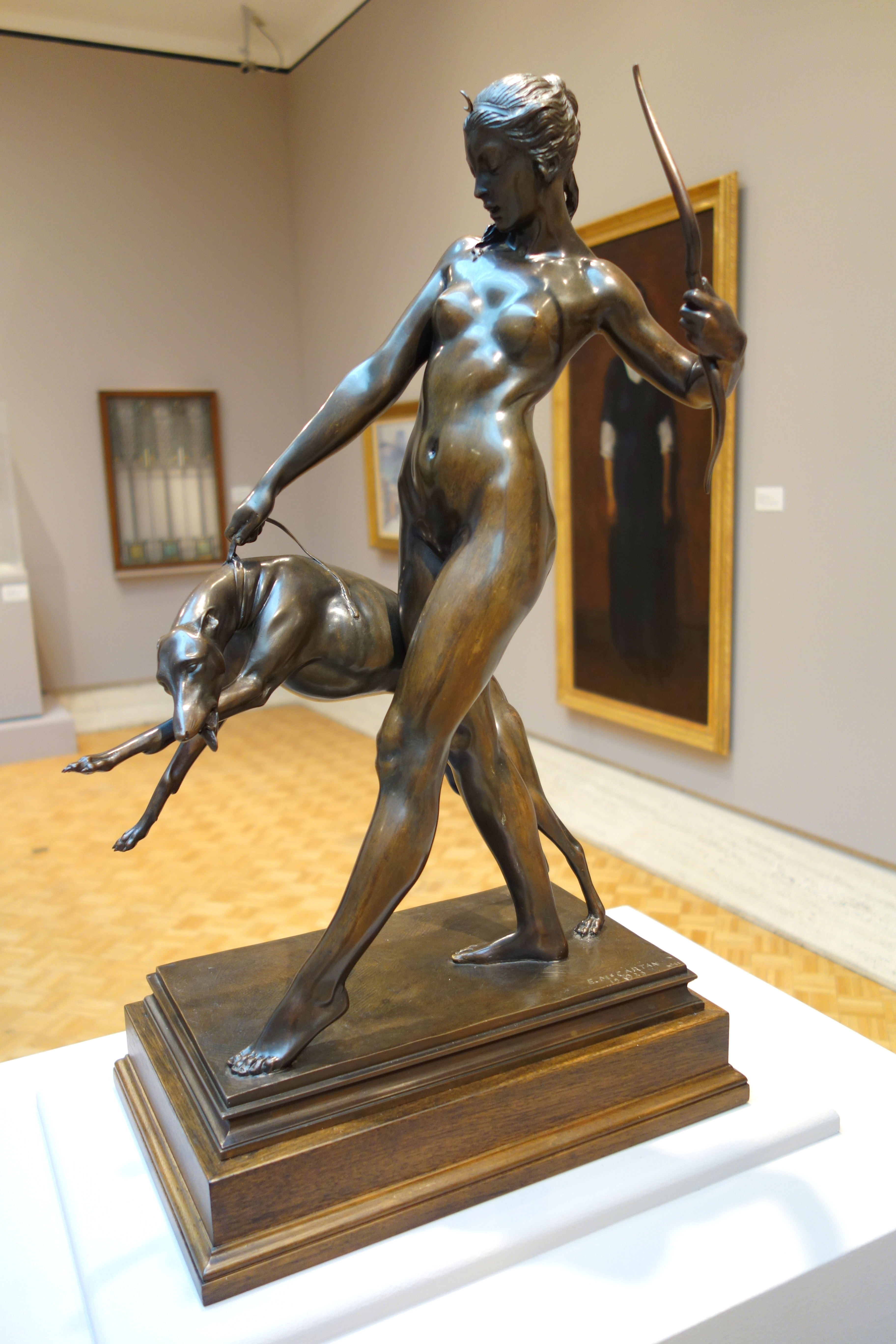
Una dintre cele mai realiste și frumoase statui (în bronz) ale lui McCartan, Diana cu [un] câine (orice între 1920 și 1925) — Chazen Museum of Art

Edward Francis McCartan (n. 16 august 1879 - d. 20 septembrie 1947) a fost un sculptor american, cel mai bine cunoscut pentru bronzurile sale decorative și foarte realiste, realizate într-un stil elegant, popular în anii 1920.

## Biografie

### Studii
Născut în Albany, statul  New York, a studiat la cunoscutul Institut Pratt, cu Herbert Adams. A studiat de asemenea la Liga Studenților în Artă (Art Students League) din New York City, cu George Grey Barnard și Hermon Atkins MacNeil, iar apoi în Paris, timp de trei ani, sub îndrumarea lui Jean Antoine Injalbert, înainte de întoarcerea sa în Statele Unite în 1910.
În 1914, McCartan a devenit director al departamentului de sculptură al Institutului de Arte Frumoase din New York City. Mai tânâra sa colegă, sculptorița Eleanor Mary Mellon a fost printre cei pe care i-a ajutat și învățat pe parcursul carierei sale.

### Viață artistică
McCartan a sculptat pentru cea de-a 19-a emisiune de monezi pentru Societatea Medalistilor, intitulată Pace în Lumea Nouă/Război în Lumea Veche. Alte lucrări pot fi găsite la Brookgreen Gardens, în statul  Carolina de Sud.
Clădirea Sediului Central Bell din New Jersey, un site istoric național în Newark, statul  New Jersey, include pilaștri realizați de artist. McCartan a lucrat la un fronton pentru clădirea Departamentului Muncii, între 1934 și 1935. Lucrările sale au fost, de asemenea, parte din evenimentul de sculptură în cadrul competiției artistice de la Jocurile Olimpice de Vară din 1932.
Sculptura lui McCartan, Nud, de dimensiuni fizice normale umane, a fost furată în 2001 de la Memorialul de Război Grosse Pointe din Michigan, fiind descoperită pe fundul râului Detroit opt ani mai târziu.

### Ultimii ani
McCartan era un fumător înrăit și a dezvoltat, la sfârșitul anilor 1930, o boală pulmonară cauzată de fumat, care i-a diminuat sănătatea și creativitatea. În această perioadă, în afară de câteva portrete, a primit foarte puține comenzi. 
Între 1943 și moartea sa, în 1947, a fost director al instituției artistice Rinehart School of Sculpture din Baltimore, statul federal  Maryland.
McCartan a murit în sărăcie, la 68 de ani, la 20 septembrie 1947 și a fost îngropat în cimitirul Saint Agnes din Menands, statul  New York. Organizația profesionistă a sculptorilor americani, National Sculpture Society – (Societatea Națională de Sculptură) a preluat costurile înmormântării sale.

## Lucrări semnificative

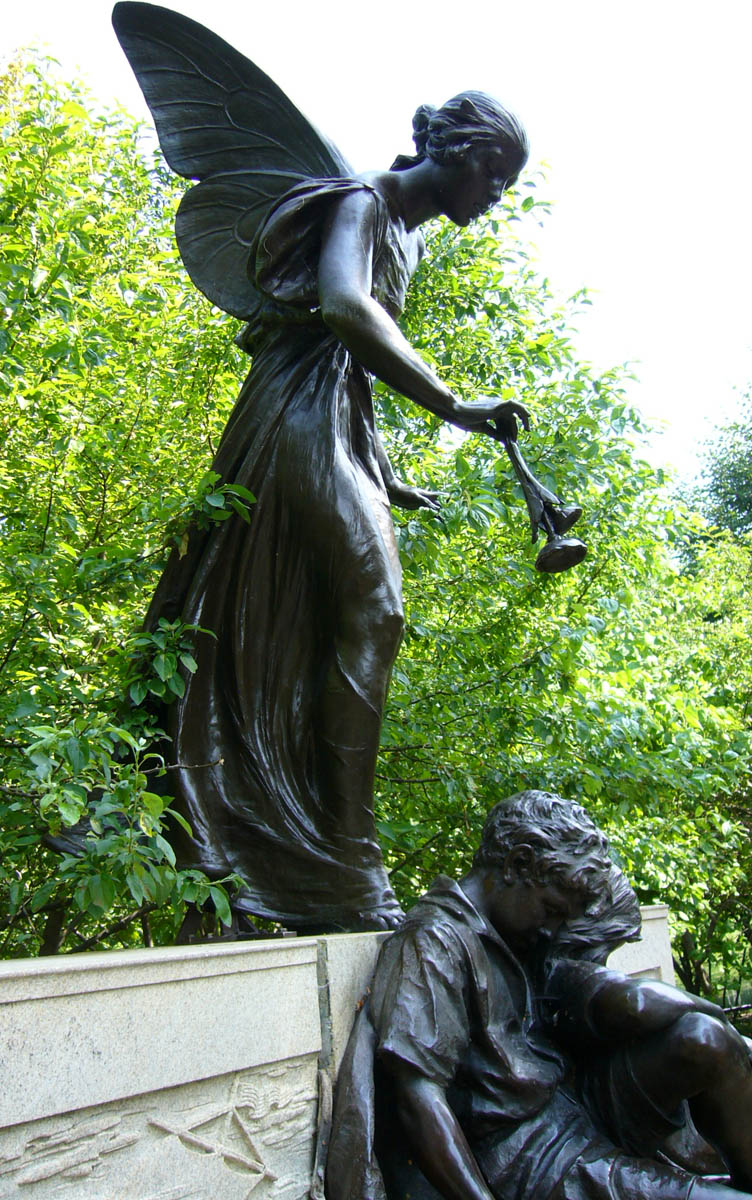
Eugene Field Memorial (detaliu)

### Sculptură monumentală
Sculptorul Edward McCartan a fost onorat (din păcate, postum) de către Societatea Națională de Sculptură (National Sculpture Society) ca un sculptor monumental. Deși monumentele sale publice au fost puține, sunt impresionante calitativ, emoțional și ca realizare tehnică. Spre exemplu, Memorialul Eugene Field ("Winken, Blinken și Nod") poate fi găsit în Grădina Zoo Lincoln, Chicago. Alte exemple sunt frontoanele sculpturale monumentale ale fațadelor uneia din multele clădiri ale Departamentului Muncii și a Clădirii Helmsley ([[::Helmsley Building|Helmsley Building]], ambele realizate în stil Art Deco nord-american.

### Alte sculpturi
- 1915, Fată care bea [apă] dintr-o scoică (Girl Drinking from a Shell) — prezentă la Reading Public Museum
- 1920, Nimfă și satir (Nymph and Satyr) — [The] Century Association
- 1920, Băiat și panteră (Boy and Panther)
- 1922, Doamna din vis, Memorialul Eugene Field (Dream Lady, Eugene Field Memorial, aflată în Lincoln Park
- 1923, Diana, prezentă la Metropolitan Museum of Art
- 1923, Diana cu [un] câine (Diana and Hound), aflată în High Museum of Art
- 1923, Dionis cu o panteră - Sculptură de mai mică dimensiune (1923) și refăcută apoi într-una monumentală, în 1936 — Statuia monumentală se află în Brookgreen Gardens din statul Carolina de Sud
- 1924, Diana cu [o] ciută (Diana and Doe)
- 1927, Portret - Bust al scriitorului american Washington Irving
- 1935, Baie (Bather),  aflată în Pennsylvania Academy of the Fine Arts
- 1938, Nimfă și broască (Nymph and Frog)

## Galerie (selecție incompletă)

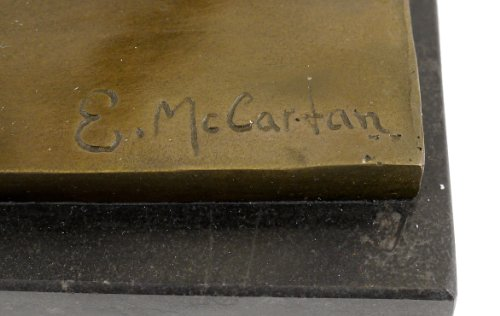
Semnătura lui Edward McCartan
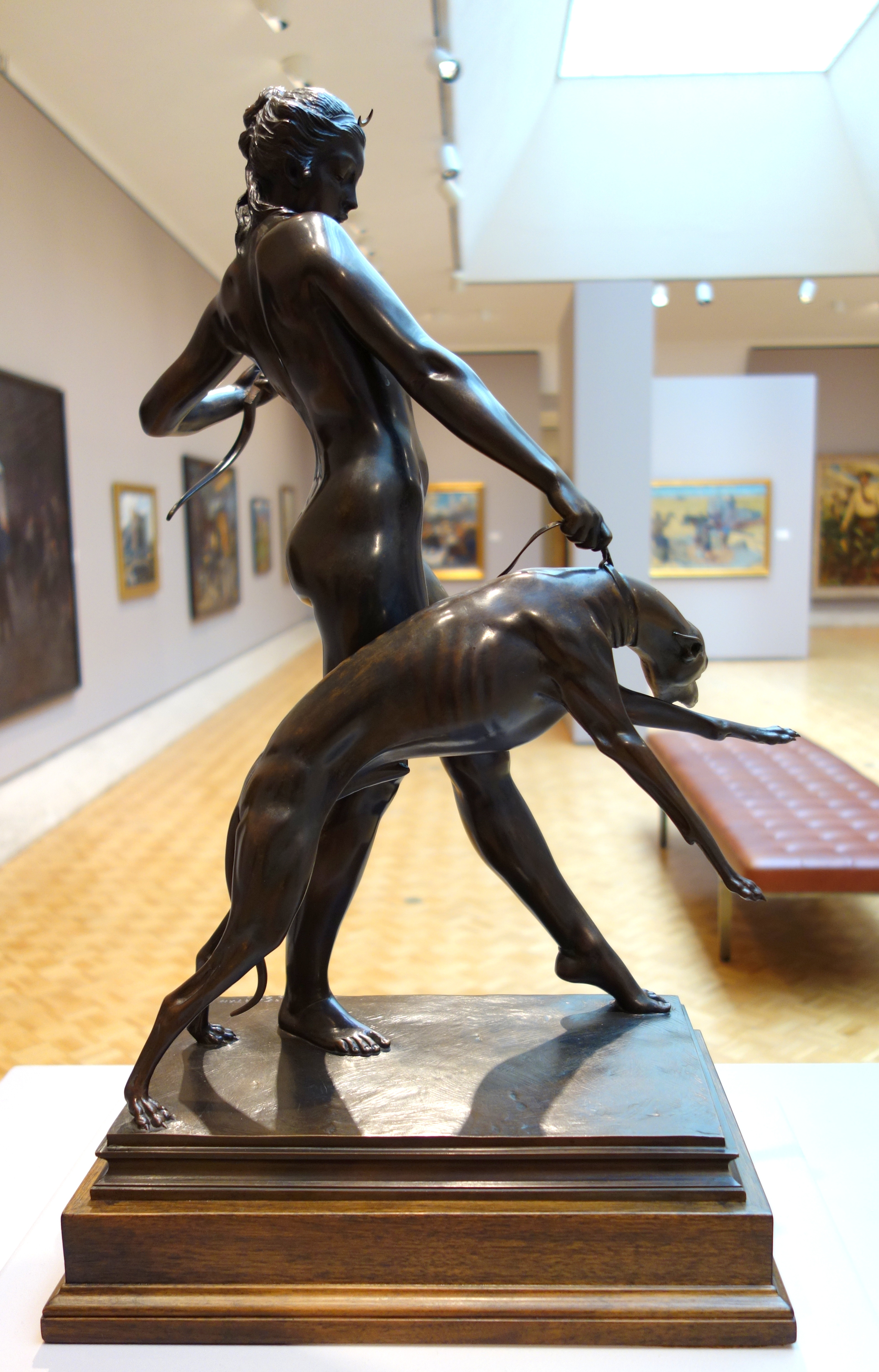
Diana cu [un] câine (orice între 1920 și 1925) — Chazen Museum of Art
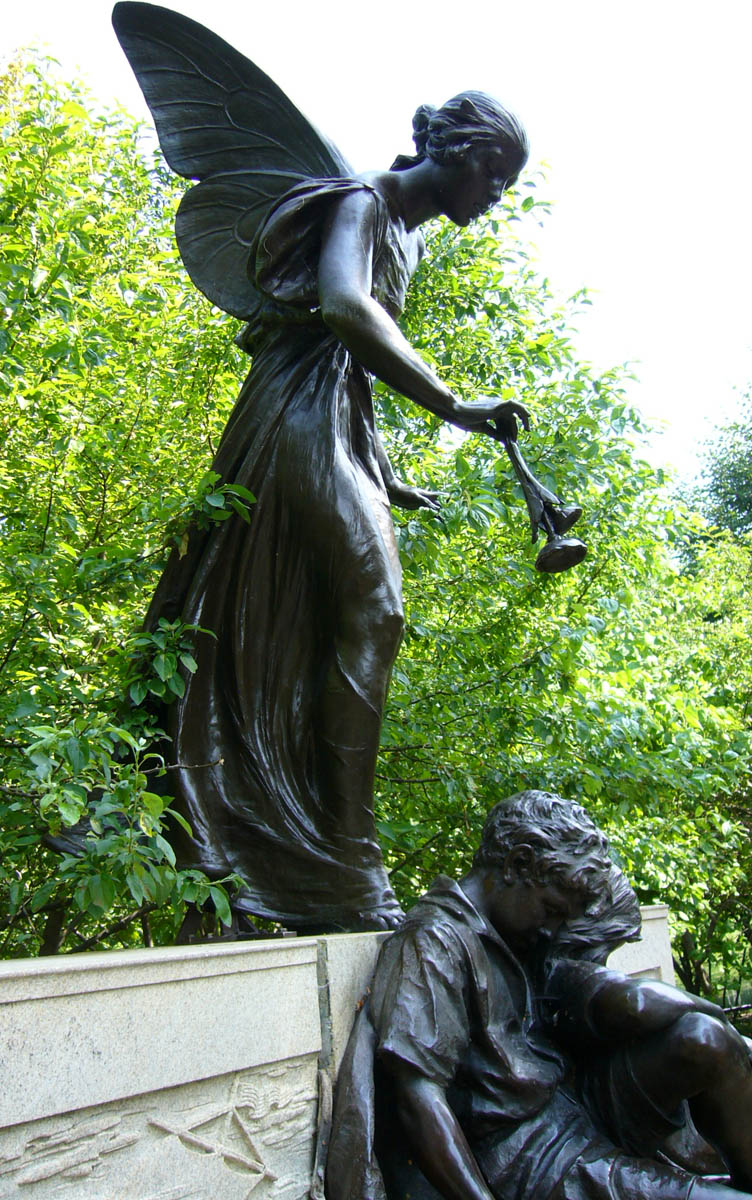
1922 – Doamna cu aripi din memorialul Eugene Field
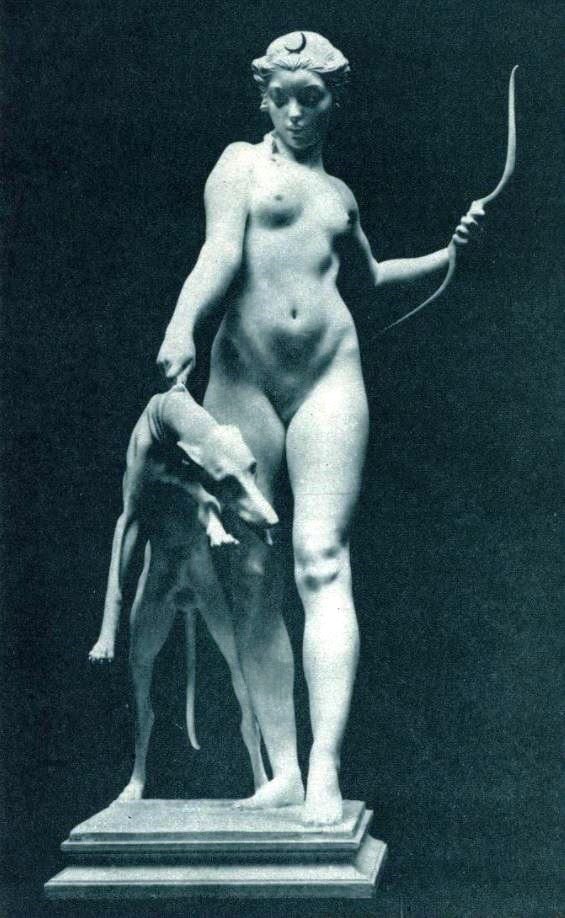
1925 – Diana cu [un] câine (orice între 1920 și 1925) — Chazen Museum of Art
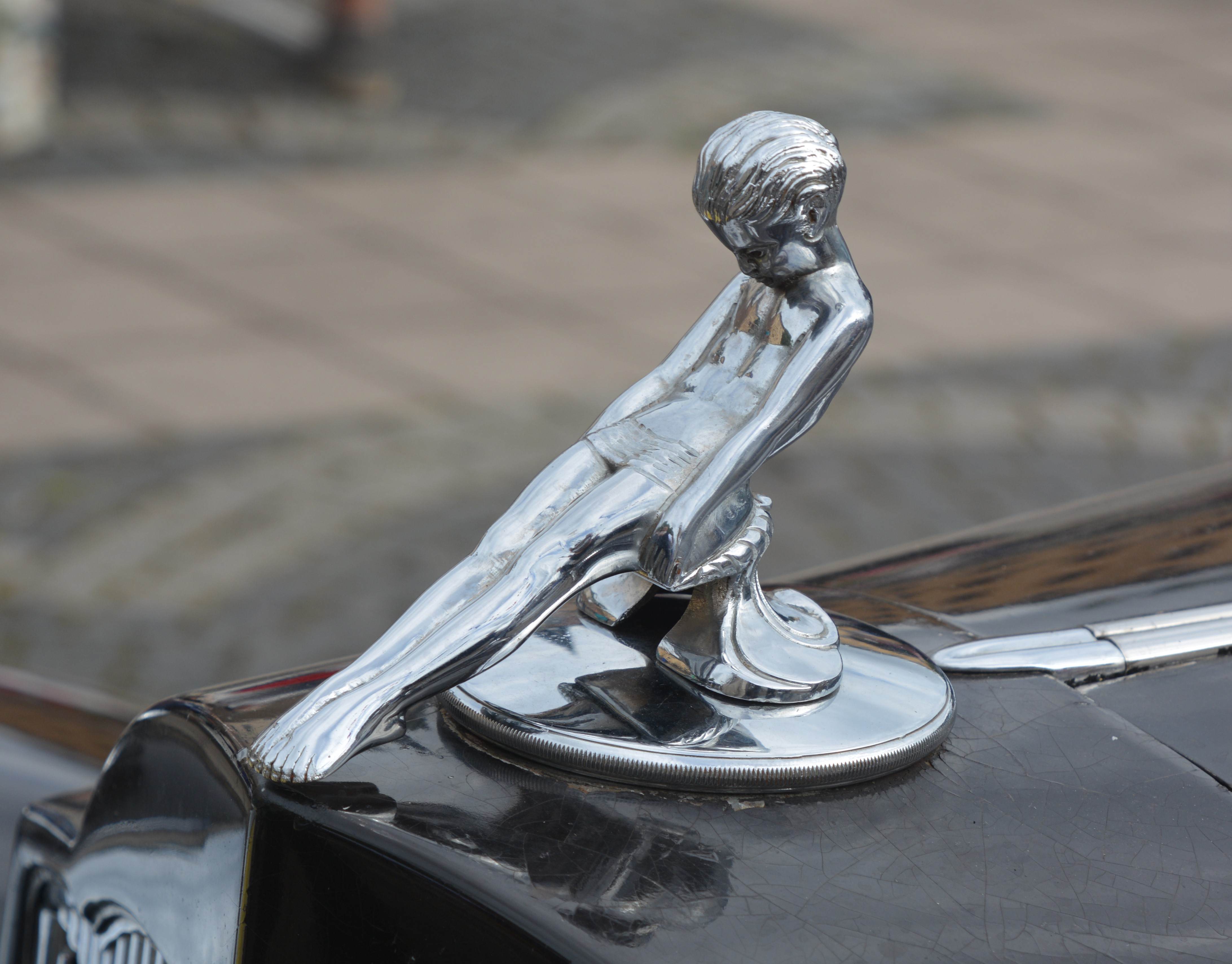
Ornament Adonis pentru un autovehicul Packard Eight din 1934
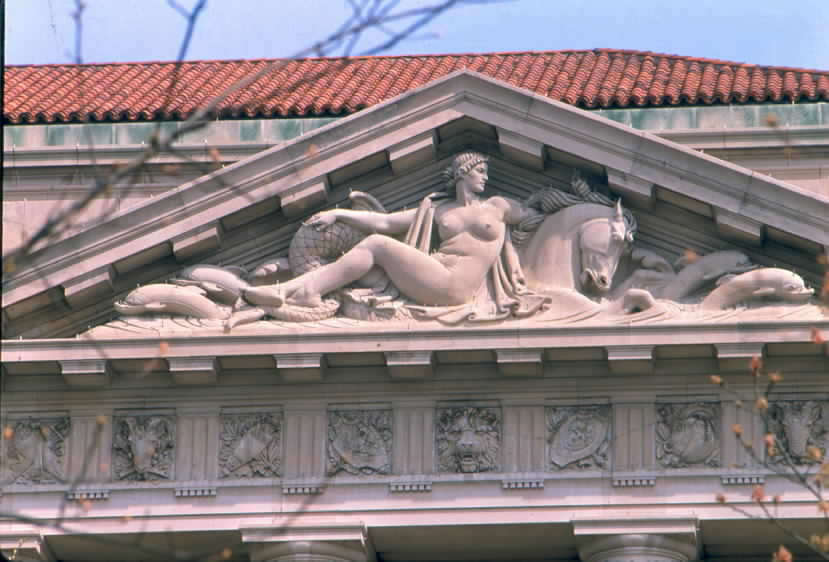
Clădire a Departamentului muncii – Grup sculptural Art Deco realizat de Edward McCartan
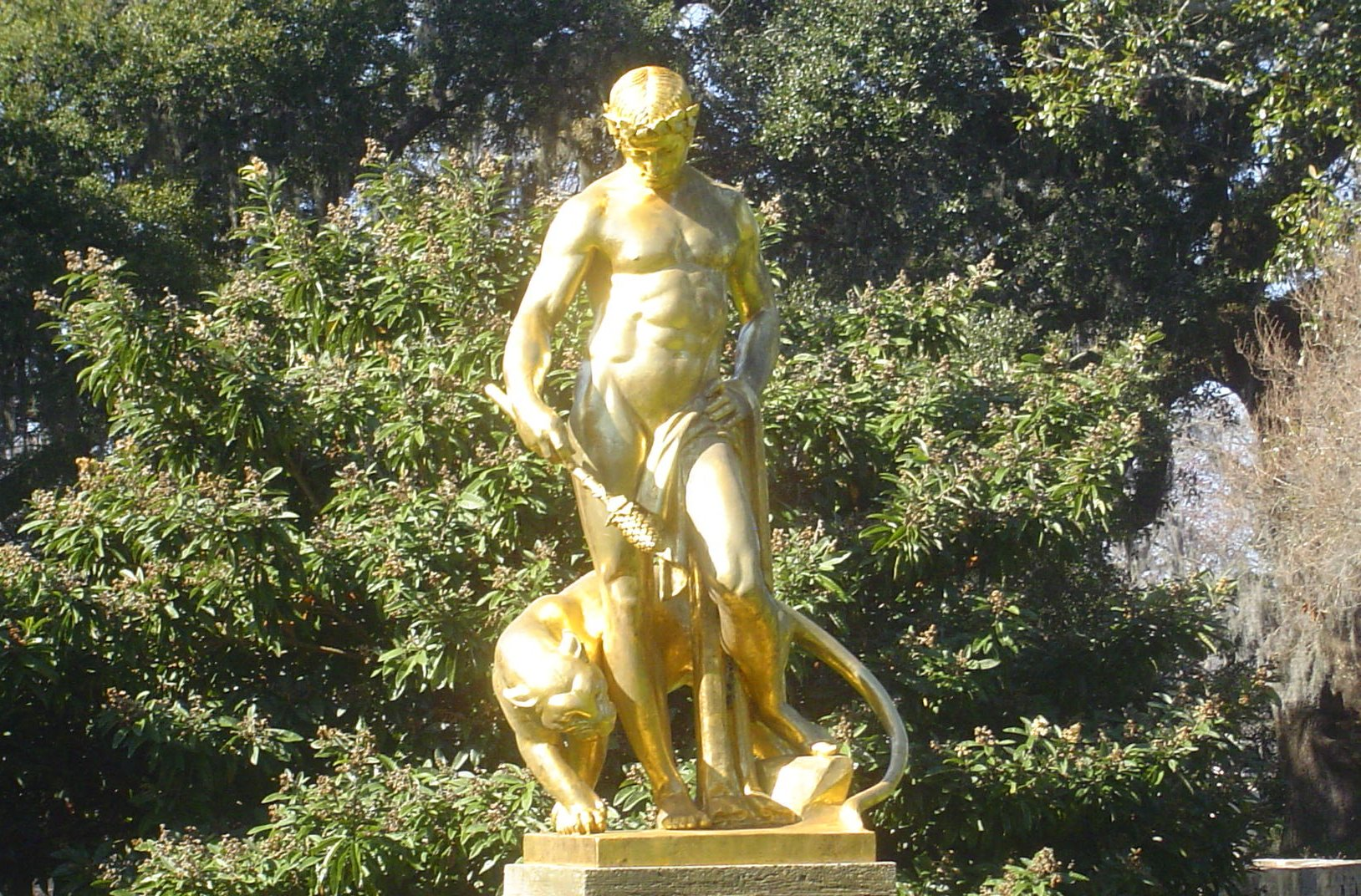
Dionis cu o panteră, (refăcută monumental în 1936, după una similară, dar mai mică, din 1923) — Statuia se găsește în parcul Brookgreen Gardens din  Carolina de Sud
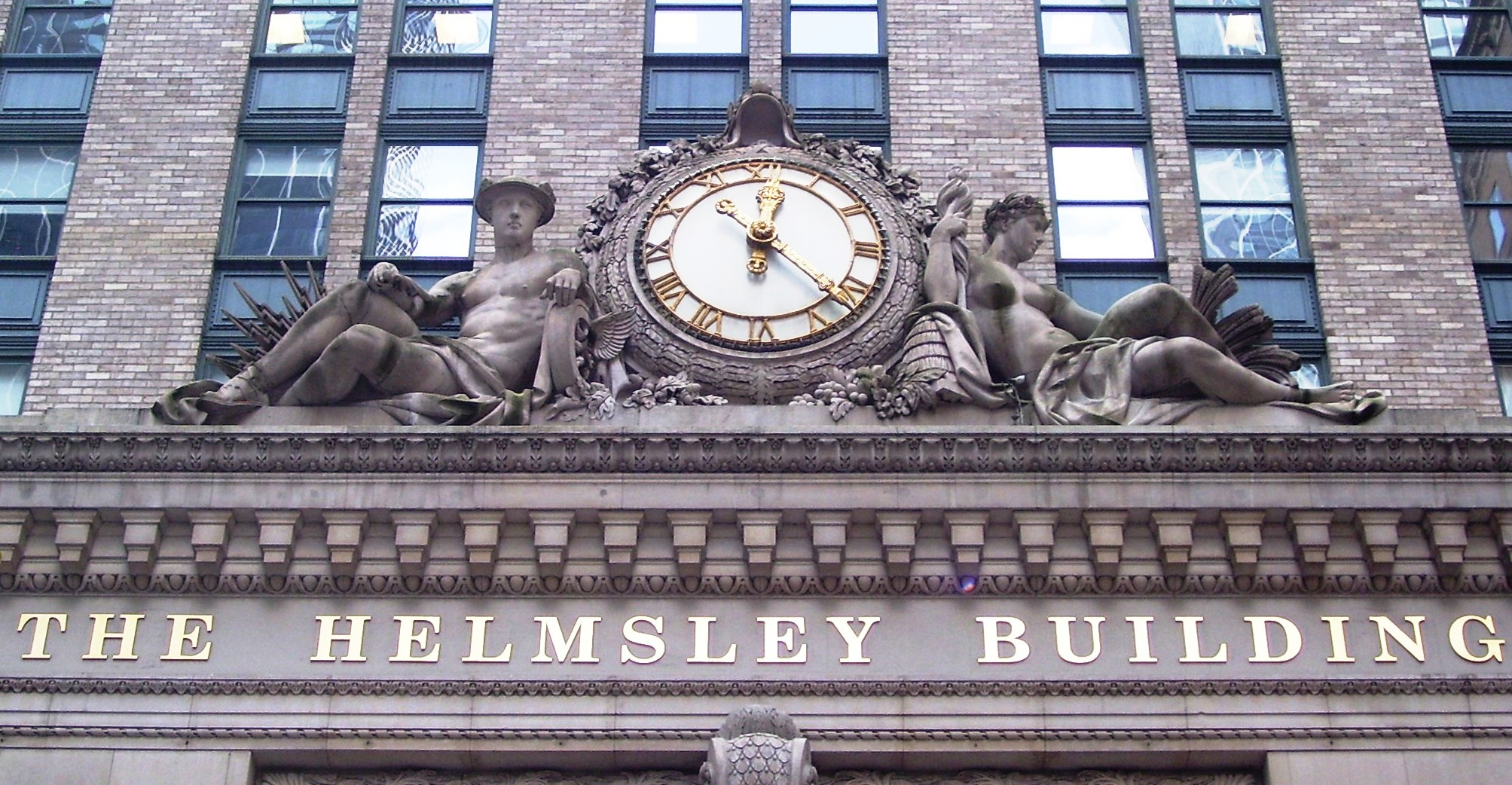
Ornament monumental, dublu statuar, aflat deasupra intrării clădirii Helmsey, realizat în stil Art Deco trans-atlantic